# Billy Eichner
Billy Eichner, född 18 september 1978 i New York, är en amerikansk skådespelare och komiker.
2011 skapade han humorprogrammet Billy on the Street på Funny or Die. Eichner var programmets producent och programledare.
Eichner har bland annat medverkat filmerna Lejonkungen, Noelle: Jultomtens dotter och Mufasa: Lejonkungen.

## Filmografi (i urval)
- 2011–2017 – Billy on the Street (TV-serie)
- 2013–2015 – Parks and Recreation (TV-serie)
- 2015–2017 – Difficult People (TV-serie)
- 2016 – The Angry Birds Movie
- 2017–2018 – American Horror Story (TV-serie)
- 2019 – Lejonkungen
- 2019 – Noelle: Jultomtens dotter
- 2024 – Mufasa: Lejonkungen
- 2025 – Honey Don't!